# Anomala binotata
Anomala binotata är en skalbaggsart som beskrevs av Leonard Gyllenhaal 1817. Anomala binotata ingår i släktet Anomala och familjen Rutelidae. Inga underarter finns listade i Catalogue of Life.